# Österåkers kommun
Österåkers kommun är en kommun i Stockholms län. Centralort är Åkersberga.
Det lokala näringslivet domineras av handel och service- och tjänstenäringarna. Drygt hälften av kommunens förvärvsarbetande pendlar till arbete utanför kommunen. 
Sedan kommunen bildades 1983 har befolkningstrenden varit positiv. Sedan åtminstone 1991 har politiken dominerats av borgerliga partier.

## Administrativ historik
Kommunens område motsvarar socknarna: Ljusterö, Roslags-Kulla, Österåker (större delen) och Östra Ryd (större delen). I dessa socknar bildades vid kommunreformen 1862 landskommuner med motsvarande namn. 
Vid kommunreformen 1952 uppgick Roslags-Kulla landskommun i den då bildade Roslags-Länna landskommun och Östra Ryds landskommun uppgick i Österåkers landskommun.
1967 inkorporerades Ljusterö landskommun och Roslags-Kulla ur Roslags-Länna landskommun av Österåkers landskommun. Österåkers kommun bildades vid kommunreformen 1971 genom en ombildning av Österåkers landskommun. 
1974 sammanlades Vaxholms kommun (4 952 invånare) med Österåker (19 806 invånare). Centralort blev Åkersberga i Österåkersdelen vars kommunkod också fortsatte gälla för den sammanslagna kommunen. Vaxholm, som inte velat ge upp sin självständighet, fick däremot namnge den nya kommunen. Representanter för Vaxholmsdelen fick dock gehör hos regeringen Fälldin. 1983 delades kommunen och Vaxholm blev åter centralort i sin egen del. Med omkring 5 000 invånare ansågs dock det område som tidigare utgjorde Vaxholms stad för litet. Lösningen blev att Bogesundslandet (196 invånare) från Östra Ryds församling och Resarö (903 invånare) från Österåkers församling fördes över till Vaxholms församling och den återbildade Vaxholms kommun, som då blev större än före sammanläggningen. Den kvarvarande delen med 25 039 invånare behöll kommunkod och centralort samt återtog namnet Österåkers kommun. Österåkers och Östra Ryds församlingar slogs ihop från och med 1992 och fick namnet Österåker-Östra Ryds församling.
Kommunen ingick från bildandet till 1 april 2007 i Södra Roslags domsaga och ingår sedan dess Attunda domsaga.
Kommunen ingår sedan 2010 i Förvaltningsområdet för finska. 

## Geografi
Kommunen ligger i södra Roslagen i de sydöstra delarna av  landskapet Uppland. Österåkers kommun är i hög grad präglad av närheten till Östersjön i öster och innefattar flera stora öar i den norra delen av Stockholms skärgård, bland annat Ljusterö, Siarö, Vättersö, Husarö, Ingmarsö och Särsö.
Österåkers kommun gränsar i söder till Värmdö kommun och Vaxholms kommun, i väster till Täby kommun, i nordväst till Vallentuna kommun och i norr till Norrtälje kommun, alla i Stockholms län.

### Topografi och hydrografi
Kommunen är belägen vid Bottenhavet och det finns rikligt med sjöar. Den utgörs av ett sprickdalslandskap med nordöst–sydvästliga dalgångar och höjdryggar vars berggrund domineras av gnejsgranit. I väster når de barrskogsklädda höjderna 60–70 meter över havet. Där finns även en del mindre jordbruk. Större slättområden finns kring Åkersberga i sydväst. I öster finns skärgård. Längst i väster finns sjön Tärnan och längst i norr återfinns Largen. Längst i söder delar kommunen andel av Stora Värtan med närliggande kommuner.
Nedan presenteras andelen av den totala ytan 2020 i kommunen jämfört med riket.
|  | Bebyggelse (16,5 %) |

|  | Skog (62,4 %) |

|  | Öppen myrmark (1,5 %) |

|  | Jordbruksmark (6,6 %) |

|  | Övrig mark (13,0 %) |

|  | Bebyggelse (3,1 %) |

|  | Skog (68,0 %) |

|  | Öppen myrmark (7,2 %) |

|  | Jordbruksmark (7,4 %) |

|  | Övrig mark (14,3 %) |

### Naturskydd
Det finns 13 naturreservat i Österåkers kommun och ett kulturreservat, Brottö. Bergskäret, Västerskäret och Norrskäret bildar tillsammans naturreservatet Hallonstenarna vars syfte är att "bibehålla en vacker del av skärgården, med dess värdefulla djur- och växtvärld samt för att säkra ett område av stor betydelse för allmänhetens friluftsliv". Kålgårdsöns naturreservat gränsar till Finnhamns naturreservat och tillhör Skärgårdsstiftelsen.

### Administrativ indelning
Fram till 2016 var kommunen för befolkningsrapportering indelad i Ljusterö-Kulla församling och Österåker-Östra Ryds församling.

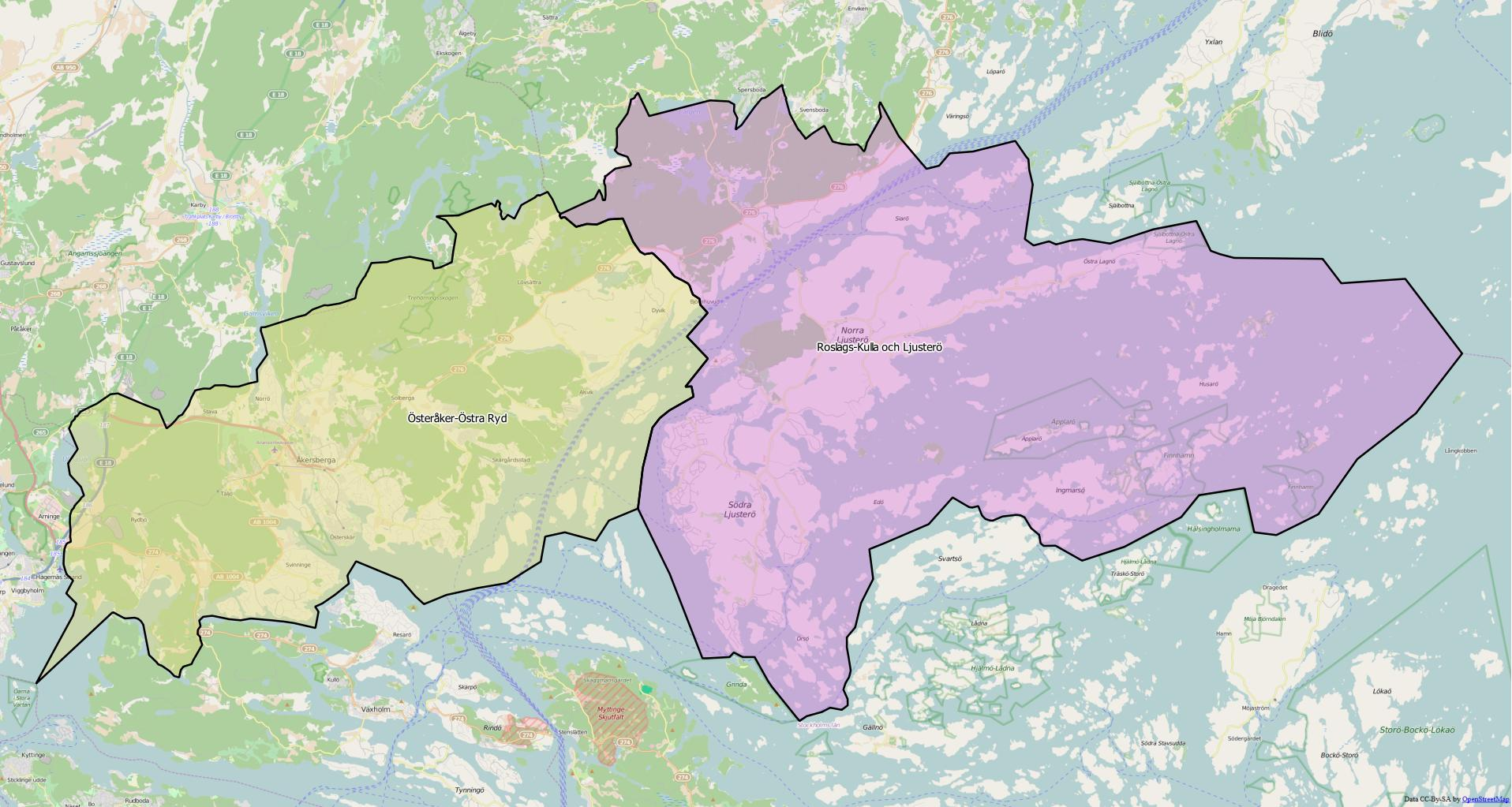
Distrikt inom Österåkers kommun

Från 2016 indelas kommunen istället i två  distrikt – Roslags-Kulla och Ljusterö samt Österåker-Östra Ryd.

### Tätorter
I kommunen finns de 10 tätorterna Åkersberga, Svinninge, Rydbo, Solberga, Linanäs och Laggarsvik, Nyhagen och Översättra, Nolsjö, Täljö, Stava, Spånlöt och Bammarboda.

## Styre och politik

### Styre
Österåker är, precis som de andra kommunerna i södra Roslagen, starkt borgerligt färgad. Moderaterna har styrt kommunen sedan 1982, med undantag för åren 1994–1998 då Socialdemokraterna bildade majoritet tillsammans med Folkpartiet. 
| År        | Partier | Partier | Partier | Partier | Partier | Partier |
| --------- | ------- | ------- | ------- | ------- | ------- | ------- |
| 1991-1994 | M       | FP      | C       | KD      |         |         |
| 1994–1998 | S       | FP      |         |         |         |         |
| 1998–2002 | M       | KD      | FP      | C       | ÖP      |         |
| 2002–2006 | M       | FP      | KD      | C       | ÖP      |         |
| 2006–2010 | M       | FP      | C       | KD      | ÖP      |         |
| 2010–2014 | M       | FP      | C       | KD      | ÖP      |         |
| 2014–2018 | M       | L       | C       | KD      | ÖP      |         |
| 2018–2022 | M       | L       | C       | KD      |         |         |
| 2022–2026 | M       | L       | C       | KD      |         |         |

### Kommunfullmäktige

#### Presidium
| Presidium 2022–2026    | Presidium 2022–2026 | Presidium 2022–2026 |
| ---------------------- | ------------------- | ------------------- |
| Ordförande             | M                   | Ingela Gardner      |
| Förste vice ordförande | M                   | Johan Boström       |
| Andre vice ordförande  | S                   | Margareta Olin      |

Källa:

#### Lista över kommunfullmäktiges ordförande
| Namn | Namn           | Från | Till | Politisk tillhörighet   |
| ---- | -------------- | ---- | ---- | ----------------------- |
|      | Sören Norrby   | 1994 | 2006 | Folkpartiet liberalerna |
|      | Lars Österlind | 2006 | 2010 | Folkpartiet liberalerna |
|      | Ingela Gardner | 2010 |      | Moderaterna             |

#### Mandatfördelning 1970–2022
|  | 16 | 7 | 8 | 7 |

| 31 | 8 |

| 2 | 14 |  | 6 | 4 | 2 | 12 |

| 27 | 14 |

|  | 13 |  | 3 | 2 | 5 | 16 |

| 27 | 14 |

|  | 13 | 3 | 3 | 6 | 15 |

| 24 | 17 |

|  | 12 | 2 | 2 | 2 | 5 |  | 16 |

| 26 | 15 |

|  | 17 | 2 |  | 2 | 4 |  | 13 |

| 24 | 17 |

| 3 | 15 |  |  |  | 3 | 4 | 20 |

| 33 | 18 |

| 3 | 17 |  |  |  |  | 8 | 4 | 12 |

| 30 | 21 |

|  | 14 |  | 5 |  |  | 5 |  | 17 |

| 31 | 20 |

|  | 10 | 4 | 5 |  |  | 7 |  | 18 |

| 31 | 20 |

|  | 12 | 4 |  |  | 5 |  |  | 5 |  | 14 |

| 32 | 19 |

| 3 | 9 |  | 5 | 5 | 3 | 4 |  | 18 |

| 29 | 22 |

|  | 11 |  | 5 | 3 |  |  | 3 |  | 20 |

| 25 | 26 |

För valresultat  1973–1982, se dåvarande kommuntillhörighet: Vaxholms kommun.

### Nämnder

#### Kommunstyrelse
| Presidium 2022–2026    | Presidium 2022–2026 | Presidium 2022–2026 |
| ---------------------- | ------------------- | ------------------- |
| Ordförande             | M                   | Michaela Fletcher   |
| Förste vice ordförande | L                   | Mathias Lindow      |
| Andre vice ordförande  | S                   | Sofia Almgren       |

Källa:

#### Lista över kommunstyrelsens ordförande
| Namn | Namn              | Från | Till | Politisk tillhörighet |
| ---- | ----------------- | ---- | ---- | --------------------- |
|      | Leif Pettersson   | 1994 | 1997 | Socialdemokraterna    |
|      | Margareta Ohlin   | 1997 | 1998 | Socialdemokraterna    |
|      | Björn Molin       | 1998 | 2002 | Moderaterna           |
|      | Ingela Gardner    | 2002 | 2011 | Moderaterna           |
|      | Michaela Fletcher | 2011 |      | Moderaterna           |

#### Övriga nämnder
| Nämnd                                  | Ordförande | Ordförande          | Vice ordförande | Vice ordförande       | Andre vice ordförande | Andre vice ordförande    |
| -------------------------------------- | ---------- | ------------------- | --------------- | --------------------- | --------------------- | ------------------------ |
| Byggnadsnämnden                        | M          | Richard Orgård      | C               | Joakim Tyrsköld       | RP                    | Roger Johansson          |
| Krisledningsnämnden                    | M          | Michaela Fletcher   | L               | Mathias Lindow        | S                     | Sofia Almgren Johansson  |
| Kultur- och fritidsnämnden             | KD         | Arne Ekstrand       | M               | Anneli Hogreve        | S                     | Kristina Embäck          |
| Miljö- och hälsoskyddsnämnden          | C          | Isa Wiman           | M               | Conny Söderström      | MP                    | Björn Schulte-Herbrüggen |
| Näringslivs- och arbetsmarknadsnämnden | M          | Lisa Tingström      | M               | Hanif Bali            | S                     | Norma Aznar              |
| Socialnämnden                          | M          | Christina Funhammar | M               | Jeanette Widén        | V                     | Golriz Kamangar          |
| Utbildningsnämnden                     | M          | Hampe Klein         | L               | Ritva Elg             | S                     | Mats Lundström           |
| Valnämnden                             | M          | Lotta Holmgren      |                 | Vakant                | S                     | Marie Ende               |
| Vård- och omsorgsnämnden               | L          | Monica Kjellman     | KD              | Mikael Ottosson       | S                     | Lars Frid                |
| Överförmyndarnämnden                   | M          | Kenneth Netterström | M               | Camilla Grimsby Klein | Ob.                   | Anna-Maria Tipper        |

Källa:

## Ekonomi och infrastruktur

### Näringsliv
I början av 2020-talet pendlade drygt hälften av Österåkers förvärvsarbetande till arbeten utanför kommunen. Det lokala näringslivet dominerades av handel och service- och tjänstenäringarna. Omkring 13 procent av kommunens arbetstillfällen fanns inom tillverkningsindustrin, en bransch som dominerades av småföretag. Även turistnäringen var av betydelse för kommunens näringsliv.

### Infrastruktur

#### Transporter
Ytterst i väster genomkorsas en flik av kommunen av E18. Därifrån utgår länsväg 274 åt sydost och länsväg 276 som genomkorsar kommunen åt nordost. Från sydväst fram till Österskär löper pendeln Roslagsbanan som trafikeras av Storstockholms Lokaltrafik med stopp även i Rydbo, Täljö, Åkers Runö, Åkersberga och Tunagård.

#### Utbildning
År 2022 fanns 13 kommunala grundskolor, varav fem hade högstadie. Det fanns även sex fristående grundskolor, varav två hade högstadie. I kommunen finns Österåkers gymnasium därtill har samtliga elever rätt att ansöka till valfri gymnasieskola i Stockholms län.

## Befolkning

### Demografi

#### Befolkningsutveckling
Kommunen har 49 787 invånare (31 december 2024), vilket placerar den på 52:a plats avseende folkmängd bland Sveriges kommuner.
| Befolkningsutvecklingen i Österåkers kommun 1970–2020 | Befolkningsutvecklingen i Österåkers kommun 1970–2020 | Befolkningsutvecklingen i Österåkers kommun 1970–2020 | Befolkningsutvecklingen i Österåkers kommun 1970–2020 | Befolkningsutvecklingen i Österåkers kommun 1970–2020 |
| ----------------------------------------------------- | ----------------------------------------------------- | ----------------------------------------------------- | ----------------------------------------------------- | ----------------------------------------------------- |
|                                                       |                                                       |                                                       |                                                       |                                                       |
| År                                                    |                                                       |                                                       | Folkmängd                                             |                                                       |
| 1970                                                  | 1970                                                  |                                                       | 15 527                                                |                                                       |
| 1975                                                  | 1975                                                  |                                                       | 22 664                                                |                                                       |
| 1980                                                  | 1980                                                  |                                                       | 25 631                                                |                                                       |
| 1985                                                  | 1985                                                  |                                                       | 26 324                                                |                                                       |
| 1990                                                  | 1990                                                  |                                                       | 30 230                                                |                                                       |
| 1995                                                  | 1995                                                  |                                                       | 32 140                                                |                                                       |
| 2000                                                  | 2000                                                  |                                                       | 34 427                                                |                                                       |
| 2005                                                  | 2005                                                  |                                                       | 37 336                                                |                                                       |
| 2010                                                  | 2010                                                  |                                                       | 39 521                                                |                                                       |
| 2015                                                  | 2015                                                  |                                                       | 42 130                                                |                                                       |
| 2020                                                  | 2020                                                  |                                                       | 46 644                                                |                                                       |

#### Utländsk bakgrund
Den 31 december 2018 utgjorde antalet invånare med utländsk bakgrund (utrikes födda personer samt inrikes födda med två utrikes födda föräldrar) 9 291, eller 20,72 % av befolkningen (hela befolkningen: 44 831 den 31 december 2018). Den 31 december 2002 utgjorde antalet invånare med utländsk bakgrund enligt samma definition 5 079, eller 14,25 % av befolkningen (hela befolkningen: 35 633 den 31 december 2002).

#### Invånare efter de vanligaste födelseländerna
Följande länder är de 10 vanligaste födelseländerna för befolkningen i Österåkers kommun.
| Nr | Födelseland | Antal  | Andel (%) | Andel i hela riket |
| -- | ----------- | ------ | --------- | ------------------ |
| 1  | Sverige     | 40 349 | 82,11     | 79,61              |
| 2  | Polen       | 957    | 1,95      | 0,94               |
| 3  | Finland     | 879    | 1,79      | 1,26               |
| 4  | Iran        | 353    | 0,72      | 0,81               |
| 5  | Tyskland    | 337    | 0,69      | 0,53               |
| 6  | Syrien      | 305    | 0,62      | 1,88               |
| 7  | Irak        | 304    | 0,62      | 1,40               |
| 8  | Rumänien    | 273    | 0,56      | 0,34               |
| 9  | Litauen     | 265    | 0,54      | 0,17               |
| 10 | Lettland    | 240    | 0,49      | 0,10               |

## Kultur

### Kulturarv
Generellt finns gott om fornlämningar i kommunen I synnerhet sådana från bronsåldern och järnåldern. Hösten 2016 hittades några av Sveriges äldsta kända avbildningar av människor i Tråsättra, detta  på en ovanligt välbevarad stenåldersboplats. Andra exempel på fornlämningar är Biskopstuna borgruin, eller Tunaborgen, en av  få borgruiner från medeltiden i Stockholmstrakten.

### Kommunvapen

Kommunvapnet.

Blasonering: I blått fält en roslagsskuta av silver med svart brädgång samt vedlast av guld.
Österåkers kommunvapen fastställdes 1957 för dåvarande Österåkers landskommun och visar en roslagsskuta. Under åren 1974–1982 användes Vaxholms kommuns namn på kommunen efter att Vaxholms kommun hade lagts samman med Österåkers kommun. Efter kommundelningen registrerades vapnet åter för "nya" Österåkers kommun hos PRV år 1983. Som förebild för skutan i vapnet stod Roslagsskutan "Alcea" byggd på Rödlöga av skeppare Westerman som sålde båten 1888 till Gustav Johansson i Svista i Össeby. Båten var 15 meter lång och 5 meter bred. Alcea gick i kustfart och fraktade ved, timmer och annat tyngre gods till och från Österåker. 1923 byggdes fartyget om till motorfartyg och levde vidare som fraktfartyg fram till 1932 då den skrotades och slutligen sänktes i Stavaviken i sjön Garnsviken.